# Kyoshi Takahama
 (janvier 2023).
Kyoshi Takahama (高浜 虚子, Takahama Kyoshi, 22 février 1874 – 8 avril 1959) est un poète japonais actif durant l'ère Shōwa. Son véritable nom est Kiyoshi Takahama (高浜清, Takahama Kiyoshi) ; Kyoshi est le nom de plume donné par son mentor Masaoka Shiki.

## Jeunesse
Takahama naît dans ce qui est à présent la ville de Matsuyama dans la préfecture d'Ehime; son père, Ikenouchi Masatada, est un ancien samouraï et maître d'escrime, également passionné du théâtre nō traditionnel. Cependant, avec la restauration de Meiji, il perd ses fonctions officielles et se retire comme agriculteur. Kyoshi grandit dans un milieu rural, ce qui influence son affinité avec la nature. A neuf ans, il hérite de la famille de sa grand-mère, et prend son nom de famille de Takahama. Il fait la connaissance de Masaoka Shiki par un camarade de classe, Hekigotō Kawahigashi.
Ignorant les conseils de Shiki, Takahama quitte l'école en 1894, et se rend à Tokyo pour étudier la littérature japonaise de l'époque d'Edo. En 1895, il s'inscrit au Tōkyō Senmon Gakkō (actuelle université Waseda), mais bientôt quitte l'université pour un emploi de rédacteur et de critique littéraire pour la revue littéraire Nihonjin. Tout en travaillant, il présente également des variantes de poésie haïku, en faisant des expériences avec des nombres irréguliers de syllabes. Il se marie en 1897.

## Carrière littéraire
En 1898, Takahama dirige le magazine haiku Hototogisu précédemment édité par Shiki, et déménage le siège de la revue de Matsuyama à Tokyo. Dans Hototogisu, il conserve le style traditionnel du haïku, par opposition à la nouvelle tendance développée par l'« école Hekigo », qui ne suit pas le schéma traditionnel de 17 syllabes. Takahama attache de l'importance à la fonction symbolique du kigo (« mot de saison »), et essaye d'exclure complètement la tendance plus moderne vers les haiku sans saison. Tandis qu'il publie Hototogisu, il élargit son intérêt pour inclure des poèmes waka et de la prose, de telle sorte que la revue devienne un magazine littéraire complet. C'est là qu'est publié pour la première fois Wagahai wa Neko de aru (Je suis un chat) de Natsume Sōseki, et Takahama publie ses propres vers et nouvelles. Ces histoires sont réunies dans une anthologie, Keitō (« crête de coq », 1908), avec une préface de Natsume Sōseki, qui les décrit comme des « contes distrayants ». 
En 1908, Takahama commence un long roman, Haikaishi (« Le Maître de haïku »), qui paraît sous forme de feuilleton dans les journaux. Ce titre est suivi de Bonjin (« une personne ordinaire », 1909), et de Chōsen (« Corée », 1912).
Après 1912, son intérêt pour le haïku est renouvelé et il publie un commentaire sur la composition haiku, Susumubeki haiku no michi (« La voie que devrait prendre le haïku », 1915-1917). Il continue cependant à écrire des nouvelles, modifie le Hototogisu, et écrit un autre roman, Futatsu Kaki (« Deux kakis »), en 1915). Par ailleurs, il commence à montrer un intérêt pour le théâtre nō traditionnel et écrit lui-même quelques pièces.
De 1940 à 1945, en tant que fonctionnaire du pouvoir militaire japonais, il est président de l'"Association des Auteurs de Haïku du Japon" (Nippon haiku sakka kyōkai) - devenue à partir de 1942 la "Section Haïku du Rassemblement pour une Littérature Japonaise au service de la Patrie" (Nihon bungaku hōkokukai (ja)), alors que plus de 40 poètes de haïku progressistes ou pacifistes se font incarcérer pour "opinions subversives" au nom des Lois de préservation de la paix . 
En tout, Takahama compose de 40 000 à 50 000 haïkus, parus dans des anthologies telle que Kyoshi-kushū et Gohyaku-ku. Son principal roman d'après-guerre est Niji (« Arc en ciel », 1947). 
En 1954, il est décoré de l'Ordre de la Culture. Comme rédacteur en chef de Hototogisu, Takahama contribue à faire connaître de nombreux nouveaux écrivains et poètes dans le monde littéraire, dont Shūōshi Mizuhara, Seishi Yamaguchi et Sujū Takano. Il encourage également sa deuxième fille Tatsuko Hoshino à publier son propre magazine de haiku, Tamamo. 
Takahama s'installe à Kamakura dans la préfecture de Kanagawa en 1910 pour la santé de ses enfants et pour prendre lui-même un nouveau départ. Il y réside pendant près de 50 ans jusqu'à sa mort en 1959. Sa tombe se trouve au Jufuku-ji à Kamakura. Il est décoré de l'Ordre du Trésor sacré de 1re classe à titre posthume.

## Honneur
L'astéroïde (58707) Kyoshi est nommé en son honneur.

## Source de la traduction
- (en) Cet article est partiellement ou en totalité issu de l’article de Wikipédia en anglais intitulé « Kyoshi Takahama » (voir la liste des auteurs).